# Dialarnaca
Dialarnaca is een geslacht van rechtvleugeligen uit de familie Gryllacrididae. De wetenschappelijke naam van dit geslacht is voor het eerst geldig gepubliceerd in 2005 door Gorochov.

## Soorten
Het geslacht Dialarnaca  is monotypisch en omvat slechts de volgende soort:
- Dialarnaca roseola (Gorochov, 2005)